# Cucina gambiana

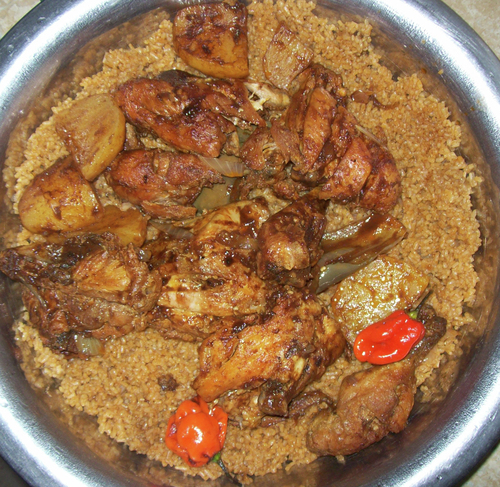
Chereh

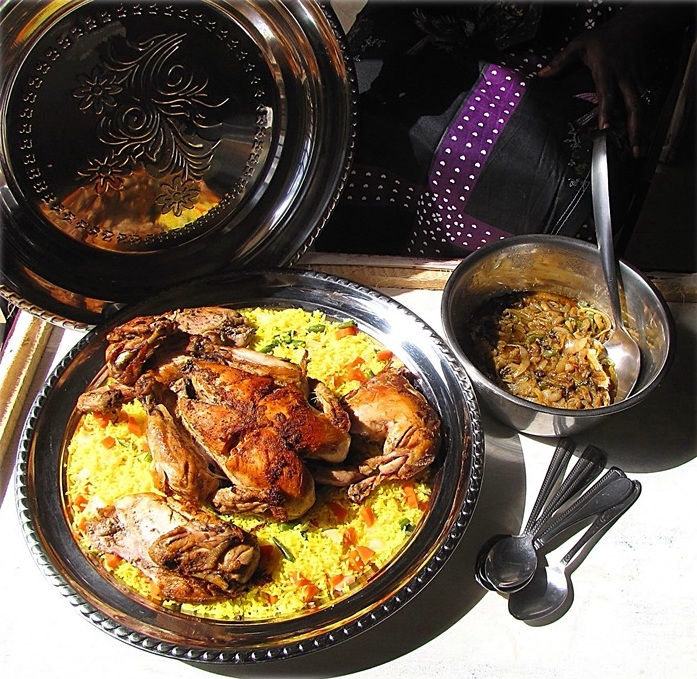
Pollo yassa

La cucina gambiana comprende le abitudini culinarie del Gambia. Simile alla cucina senegalese, essa si basa su alimenti derivanti dalle coltivazioni locali e risulta essere molto variegata. L'ampio impiego di piante in cucina fa sì che il Gambia abbia il tasso di tumori più basso al mondo.

## Piatti principali
La dieta gambiana si basa sul consumo di carboidrati (tipicamente riso, cuscus o manioca) accompagnati da salse a base di carne o pesce. Le pietanze risultano particolarmente speziate.
I piatti tradizionali del Gambia includono il benachin (in wolof "una pentola"), un piatto a base di riso accompagnato da carne o pesce con verdure in salsa di pomodoro, il domodah, che comprende carne o pesce cotto in una salsa di arachidi e accompagnato da riso o findi (la variante locale del cuscus), la salad, un'insalata di lattuga condita con aceto, pepe, dado da cucina e cipolle che può accompagnare carne o pesce insieme a uova, pomodori, bietole o carote, e la plasas, una salsa a base di olio di palma e foglie di manioca o salsa di gombi.
La carne diffusa in Gambia è halal e comprende agnello e vitello, tuttavia le comunità cristiane allevano anche i maiali. Tra i piatti a base di carne si citano il pollo yassa, che comprende carne arrostita e condita con cipolle, pepe, aceto, senape e limone, il basi nyebe, uno stufato di carne e verdure tipico delle festività, il cherreh, un piatto a base di carne bollita e miglio, e lo stew, uno stufato di polpette che possono essere sia di pesce o carne condite con cipolle, pepe, pomodori e verdure.
La pesca è un'attività molto popolare nel paese. Il pesce più diffuso è il bonga in quanto economico e saziante, ma vi sono anche tarponi, gamberetti e ostriche bolong, queste ultime usate negli stufati e nelle zuppe. Un piatto a base di pesce è il thiebujin, un piatto simile alla jambalaya.
Vi sono diverse zuppe a base di pesce affumicato o vitello cotto nell'olio di palma con foglie di acetosa o lattuga. Una verdura simile agli spinaci presente nel paese è il bissap, le cui foglie possono essere cucinate o spremute per ricavarvi un succo ricco di vitamina C. Altri vegetali ampiamente presenti nella dieta gambiana sono patate dolci, sorgo, gombi, foglie di baobab, albero del pane e moringa. Quest'ultima è particolarmente presente nei porridge, mei biscotti, nelle salse e nelle omelette, nonché nelle bevande e nelle insalate. I fiori della moringa, ricchi di calcio e potassio, quando sono fritti acquisiscono il sapore dei funghi.
La birra è la bevanda alcolica più diffusa nel paese. Essa viene generalmente importata dall'Europa o dagli Stati Uniti, tuttavia è presente una marca locale di nome Julbrew. Tra gli alcolici tradizionali vi sono birra di miglio e vino di palma. Altre bevande tipiche includono succo di cocco, succo di bissap e un tè al combretto (kinkeliba tea) noto per le sue proprietà diuretiche.